# Sulfuro de bario
El sulfuro de bario es un compuesto inorgánico de fórmula BaS. El BaS es el compuesto de bario que se produce a mayor escala. Es un precursor importante de otros compuestos de bario, como el BaCO3 y el pigmento litopón, ZnS/BaSO4. Al igual que otros calcogenuros de los metales alcalinotérreos, el BaS es un emisor de longitud de onda corta para pantallas electrónicas. Es incoloro, aunque, como muchos sulfuros, suele obtenerse en formas coloreadas impuras.

## Descubrimiento
El BaS fue preparado por el alquimista italiano Vincentius (o Vincentinus) Casciarolus (o Casciorolus, 1571-1624) mediante la reducción termoquímica del BaSO4 (disponible como el mineral barita). Actualmente se fabrica mediante una versión mejorada del proceso de Casciarolus, utilizando coque en lugar de harina y carbón vegetal. Este tipo de conversión se denomina reacción carbotérmica:
BaSO4  +  2 C  →  BaS  +  2 CO2
y también
BaSO4  +  4 C  →  BaS  +  4 CO
El método básico sigue utilizándose hoy en día. El BaS se disuelve en agua. Estas soluciones acuosas, cuando se tratan con carbonato sódico o dióxido de carbono, dan un sólido blanco de carbonato de bario, material de partida para muchos compuestos comerciales de bario.
Según Harvey (1957), en 1603, Vincenzo Cascariolo utilizó barita, encontrada en el fondo del monte Paterno, cerca de Bolonia, en uno de sus infructuosos intentos de producir oro. Tras moler y calentar el mineral con carbón vegetal en condiciones reductoras, obtuvo rápidamente un material luminiscente persistente denominado Lapis Boloniensis, o piedra de Bolonia. La fosforescencia del material obtenido por Casciarolo lo convirtió en una curiosidad.

## Preparación
Un procedimiento moderno procede del carbonato de bario:
BaCO
3  +  H
2S   →   BaS  +  H
2O  +  CO
2
El BaS cristaliza con la estructura NaCl, presentando centros octaédricos Ba2+ y S2-.
El punto de fusión observado del sulfuro de bario es muy sensible a las impurezas.

## Seguridad
El BaS es bastante venenoso, al igual que los sulfuros relacionados, como el CaS, que desarrollan sulfuro de hidrógeno tóxico en contacto con el agua.